# Galante stijl
De galante stijl is een muzikale stijlrichting uit de overgangstijd tussen de barokperiode en de classicistische periode in de jaren tussen ongeveer 1740 en 1780.
Tezamen met de empfindsame stijl vormt deze periode de muzikale rococo. 

## Kenmerken
Kenmerken van de galante stijl zijn:
- Kleine vormen
- Veel motiefherhalingen
- De melodie, die veelal zangerig is, is belangrijk
- Spaarzame en eenvoudige harmonieën in de begeleiding

In de galante stijl wordt het esthetisch ideaal van die tijd weerspiegeld, waarin sierlijkheid, bekoorlijkheid, begrijpelijkheid en natuurlijkheid van de uitgedrukte gevoelsinhoud belangrijker is dan complexiteit en contrapunt, zoals die in de laat-barokke periode werd toegepast. 
Componisten die deels in de galante stijl schreven waren onder andere Couperin, Domenico Scarlatti, Telemann, Pergolesi, Giovanni Battista Sammartini en Quantz. In het bijzonder Carl Philipp Emanuel Bach verdiepte de galante stijl, en mengde deze met contrapuntische technieken. Hierdoor ontstond ook de Sturm und Drang-stijl die als aanzet tot de Eerste Weense School wordt gezien.